# Ligue 2 2024-25
La Ligue 2 2024-25 fue la octogésima sexta edición de la segunda máxima competición futbolística de Francia. Organizado por la Federación Francesa de Fútbol (FFF), el torneo de la categoría de plata, comenzó el 16 de agosto de 2024 (una vez finalizado los Juegos Olímpicos de París 2024) y finalizó el 10 de mayo de 2025.
Participaron un total de 18 equipos, incluyendo 13 equipos de la temporada anterior, 3 provenientes de la Ligue 1 2023-24 y 2 provenientes de la Championnat National 2023-24.

## Relevos
| Pos. | Ascendidos a Ligue 1     |
| ---- | ------------------------ |
| 1.º  | AJ Auxerre               |
| 2.º  | Angers Sporting          |
| 3.º  | AS Saint-Étienne (Prom.) |

| Pos. | Descendidos a Championnat National |
| ---- | ---------------------------------- |
| 18.º | Union Concarneau                   |
| 19.º | Union Quevilly-Rouen               |
| 20.º | Valenciennes FC                    |

| Pos. | Descendidos a Championnat National 2 |
| ---- | ------------------------------------ |
| 12.º | Girondins de Burdeos                 |

| Pos. | Ascendidos de Championnat National |
| ---- | ---------------------------------- |
| 1.º  | Red Star F.C.                      |
| 2.º  | FC Martigues                       |

| Pos. | Descendidos de Ligue 1 |
| ---- | ---------------------- |
| 16.º | F. C. Metz (Prom.)     |
| 17.º | F.C. Lorient           |
| 18.º | Clermont Foot          |

## Información
| Equipo                                   | Ciudad                         | Entrenador          | Capitán            | Estadio                 | Capacidad | Proveedor      | Patrocinador (Pecho) | Patrocinador (Manga) |
| ---------------------------------------- | ------------------------------ | ------------------- | ------------------ | ----------------------- | --------- | -------------- | -------------------- | -------------------- |
| Athletic Club Ajaccien                   | Ajaccio                        | Thierry Debès       | Thomas Mangani     | Estadio François-Coty   | 10 446    | Adidas         | LMM                  | Gamm Vert            |
| Amiens Sporting Club                     | Amiens                         | Omar Daf            | Régis Gurtner      | Estadio de la Licorne   | 12 097    | Puma           | Intersport           | Igol Lubrifiants     |
| Annecy Football Club                     | Annecy                         | Laurent Guyot       | Ahmed Kashi        | Parc des Sports         | 15 660    | Adidas         | MSC Cruceros         |                      |
| Sporting Club Bastiais                   | Bastia                         | Régis Brouard       | Christophe Vincent | Estadio de Furiani      | 16 078    | Adidas         | Oscaro Power         | Payfoot              |
| Stade Malherbe Caen                      | Caen                           | Michel Der Zakarian | Romain Thomas      | Estadio Michel d'Ornano | 21 215    | Kappa          | Starwash             | Imprimerie NII       |
| Clermont Foot 63                         | Clermont-Ferrand               | Sébastien Mazeyrat  | Maxime Gonalons    | Stade Gabriel Montpied  | 11 980    | Uhlsport       | Staffmatch SAS       | Systèmes Solaires    |
| Union Sportive du Littoral de Dunkerque  | Dunkerque                      | Luís Castro         | Opa Sangante       | Stade Marcel-Tribut     | 4 933     | Adidas         | Intersport           |                      |
| Football Club de Metz                    | Metz                           | Stéphane Le Mignan  | Matthieu Udol      | Stade Saint-Symphorien  | 25 636    | Kappa          | Car Avenue           |                      |
| Grenoble Foot 38                         | Grenoble                       | Franck Rizzetto     | Brice Maubleu      | Stade des Alpes         | 20 068    | Nike           | Vinci                | SEMPA                |
| En Avant de Guingamp                     | Guingamp                       | Sylvain Ripoll      | Enzo Basilio       | Stade du Roudourou      | 18 378    | Umbro          | Celtigel             | Jardiman             |
| Espérance Sportive Troyes Aube Champagne | Troyes                         | Stéphane Dumont     | Xavier Chavalerin  | Stade de l'Aube         | 21 684    | Le Coq Sportif | LCR (H)              | Sinfín               |
| Stade Lavallois Mayenne Football Club    | Laval                          | Olivier Frapolli    | Jimmy Roye         | Stade Francis Le Basser | 18 607    | Kappa          | Lactel               | V and B Cave & Bar   |
| Football Club Lorient                    | Lorient                        | Olivier Pantaloni   | Laurent Abergel    | Stade du Moustoir       | 18 890    | Umbro          | Jean Floc'h          | KarrGreen            |
| Football Club de Martigues               | Martigues                      | Hakim Malek         | Francis Kembolo    | Stade Francis Turcan    | 8 289     |                |                      |                      |
| Paris Football Club                      | París                          | Stéphane Gilli      | Cyril Mandouki     | Estadio Charléty        | 19 151    | Adidas         | Bahrain Victorious   | Vinci                |
| Pau Football Club                        | Pau                            | Nicolas Usaï        | Bingourou Kamara   | Nouste Camp             | 4 031     | Joma           | Mansion Sports       | Arobase Intérim      |
| Red Star F.C.                            | Saint-Ouen, suburbios de Paris | Grégory Poirier     | Cheikh N'Doye      | Stade Bauer             | 3 000     |                |                      |                      |
| Rodez Aveyron Football                   | Rodez                          | Didier Santini      | Bradley Danger     | Stade Paul-Lignon       | 5 955     | Adidas         | Maxoutil             | JeanStation          |

### Cambios de entrenadores
| Equipo    | Entrenador (Jornadas)      | Fecha de vacante        | Tipo de salida | Posición en la tabla | Entrenador entrante | Fecha de nombramiento   |
| --------- | -------------------------- | ----------------------- | -------------- | -------------------- | ------------------- | ----------------------- |
| Metz      | László Bölöni              | 4 de julio de 2024      | Destituido     | Pretemporada         | Stéphane Le Mignan  | 4 de julio de 2024      |
| Troyes    | David Guion                | 6 de agosto de 2024     | Destituido     | Pretemporada         | Stéphane Dumont     | 12 de agosto de 2024    |
| Clermont  | Sebastien Bichard (1 - 10) | 28 de octubre de 2024   | Destituido     | 14.º                 | Laurent Batlles     | 30 de octubre de 2024   |
| Martigues | Thierry Laurey (1 - 16)    | 16 de diciembre de 2024 | Destituido     | 18.º                 | Hakim Malek         | 20 de enero de 2025     |
| Grenoble  | Oswald Tanchot (1 - 16)    | 18 de diciembre de 2024 | Destituido     | 12.º                 | Franck Rizzetto     | 18 de enero de 2025     |
| Caen      | Nicolas Seube (1 - 16)     | 29 de diciembre de 2024 | Destituido     | 16.º                 | Bruno Baltazar      | 30 de diciembre de 2024 |
| Ajaccio   | Mathieu Chabert (1 - 17)   | 4 de enero de 2025      | Destituido     | 17.º                 | Thierry Debès       | 4 de enero de 2025      |
| Caen      | Bruno Baltazar (17 - 23)   | 18 de febrero de 2025   | Destituido     | 18.º                 | Michel Der Zakarian | 18 de febrero de 2025   |
| Clermont  | Laurent Batlles (11 - 29)  | 7 de abril de 2025      | Destituido     | 17.º                 | Sébastien Mazeyrat  | 8 de abril de 2025      |

## Desarrollo

### Clasificación
| Pos. | Equipo               | Pts. | PJ | G  | E  | P  | GF | GC | Dif. | Clasificación 2025-26                    |
| ---- | -------------------- | ---- | -- | -- | -- | -- | -- | -- | ---- | ---------------------------------------- |
| 1    | F. C. Lorient (A, C) | 71   | 34 | 22 | 5  | 7  | 68 | 31 | +37  | Ascenso a la Ligue 1                     |
| 2    | París F. C. (A)      | 69   | 34 | 21 | 6  | 7  | 54 | 33 | +21  | Ascenso a la Ligue 1                     |
| 3    | F. C. Metz (A)       | 65   | 34 | 18 | 11 | 5  | 64 | 34 | +30  | Play-offs para la Ligue 1                |
| 4    | Union Dunkerque      | 56   | 34 | 17 | 5  | 12 | 47 | 40 | +7   | Play-offs para la Ligue 1                |
| 5    | En Avant Guingamp    | 55   | 34 | 17 | 4  | 13 | 57 | 45 | +12  | Play-offs para la Ligue 1                |
| 6    | Annecy F. C.         | 51   | 34 | 14 | 9  | 11 | 42 | 43 | −1   |                                          |
| 7    | Stade Laval          | 50   | 34 | 14 | 8  | 12 | 44 | 38 | +6   |                                          |
| 8    | Sporting Bastia      | 48   | 34 | 11 | 15 | 8  | 43 | 37 | +6   |                                          |
| 9    | Grenoble Foot        | 46   | 34 | 13 | 7  | 14 | 43 | 44 | −1   |                                          |
| 10   | Espérance Troyes     | 44   | 34 | 13 | 5  | 16 | 36 | 34 | +2   |                                          |
| 11   | Amiens S. C.         | 43   | 34 | 13 | 4  | 17 | 38 | 50 | −12  |                                          |
| 12   | Athletic Ajaccio (D) | 42   | 34 | 12 | 6  | 16 | 30 | 42 | −12  | Descenso a la Championnat National       |
| 13   | Pau F. C.            | 42   | 34 | 10 | 12 | 12 | 39 | 53 | −14  |                                          |
| 14   | Rodez A. F.          | 39   | 34 | 9  | 12 | 13 | 56 | 54 | +2   |                                          |
| 15   | Red Star F. C.       | 38   | 34 | 9  | 11 | 14 | 37 | 51 | −14  |                                          |
| 16   | Clermont Foot 63 (O) | 33   | 34 | 7  | 12 | 15 | 30 | 46 | −16  | Promoción de permanencia para la Ligue 2 |
| 17   | F. C. Martigues (D)  | 32   | 34 | 9  | 5  | 20 | 29 | 56 | −27  | Descenso al Régional 1                   |
| 18   | Stade Caen (D)       | 22   | 34 | 5  | 7  | 22 | 31 | 58 | −27  | Descenso a la Championnat National       |

Actualizado a los partidos jugados el 10 de mayo de 2025.
 Fuente: Ligue 2
Criterios de clasificación: Puntos · Diferencia de goles · Goles a favor · Diferencia de goles en enfrentamientos directos · Puntos en Fair Play
Notas:
1. ↑  El 24 de junio de 2025 la DNCG determinó el descenso provisional del Athletic Club Ajaccien al Championnat National por mala gestión financiera.[21] El 15 de julio la sanción fue confirmada, por lo que el equipo corso fue relegado al Championnat National de manera efectiva luego de que se rechazara la apelación presentada por el club.[22]
2. ↑  El 4 de julio de 2025 el Football Club de Martigues fue despojado de su estatus como club profesional por no presentar un plan de viabilidad económica y la documentación requerida para ello.[23] El 15 de julio la sanción fue confirmada.[24] En consecuencia el equipo fue relegado al Régional 1, sexta categoría del fútbol francés.

### Evolución de la clasificación
| Equipo            | 01 | 02 | 03 | 04 | 05 | 06 | 07 | 08 | 09 | 10  | 11  | 12  | 13  | 14  | 15 | 16 | 17 | 18 | 19 | 20 | 21 | 22 | 23 | 24 | 25 | 26 | 27 | 28 | 29 | 30 | 31 | 32 | 33 | 34 |
| Equipo            |    |    |    |    |    |    |    |    |    |     |     |     |     |     |    |    |    |    |    |    |    |    |    |    |    |    |    |    |    |    |    |    |    |    |
| ----------------- | -- | -- | -- | -- | -- | -- | -- | -- | -- | --- | --- | --- | --- | --- | -- | -- | -- | -- | -- | -- | -- | -- | -- | -- | -- | -- | -- | -- | -- | -- | -- | -- | -- | -- |
| FC Lorient        | 6  | 3  | 5  | 3  | 4  | 9  | 4  | 2  | 2  | 2   | 2   | 2   | 2   | 3   | 2  | 1  | 1  | 1  | 1  | 1  | 1  | 1  | 1  | 1  | 1  | 1  | 1  | 1  | 1  | 1  | 1  | 1  | 1  | 1  |
| París FC          | 3  | 2  | 1  | 2  | 6  | 2  | 1  | 1  | 1  | 1   | 1   | 1   | 1   | 1   | 1  | 2  | 3  | 2  | 3  | 3  | 2  | 2  | 3  | 2  | 2  | 2  | 3  | 3  | 2  | 2  | 2  | 2  | 2  | 2  |
| FC Metz           | 11 | 4  | 8  | 5  | 5  | 1  | 6  | 4  | 5  | 4   | 6   | 5   | 4   | 4   | 3  | 4  | 4  | 4  | 2  | 2  | 3  | 3  | 2  | 4  | 4  | 3  | 2  | 2  | 3  | 3  | 3  | 3  | 3  | 3  |
| Union Dunkerque   | 15 | 15 | 14 | 11 | 8  | 3  | 5  | 3  | 4  | 3   | 5   | 4   | 3   | 2   | 4  | 3  | 2  | 3  | 4  | 4  | 4  | 4  | 4  | 3  | 3  | 4  | 4  | 5  | 4  | 4  | 4  | 4  | 4  | 4  |
| En Avant Guingamp | 1  | 1  | 3  | 1  | 2  | 7  | 3  | 7  | 11 | 11  | 8   | 6   | 7   | 6   | 6  | 7  | 7  | 7  | 6  | 5  | 5  | 5  | 6  | 5  | 5  | 5  | 5  | 4  | 5  | 5  | 5  | 5  | 5  | 5  |
| Annecy FC         | 4  | 10 | 10 | 7  | 9  | 4  | 7  | 5  | 6  | 5   | 3   | 3   | 5   | 5   | 5  | 5  | 5  | 5  | 5  | 7  | 7  | 6  | 5  | 6  | 6  | 7  | 7  | 8  | 8  | 7  | 7  | 7  | 7  | 6  |
| Stade Laval       | 12 | 14 | 15 | 15 | 13 | 12 | 10 | 10 | 8  | 9   | 11  | 9   | 9   | 8   | 8  | 6  | 6  | 6  | 7  | 6  | 6  | 7  | 7  | 7  | 7  | 6  | 6  | 6  | 6  | 8  | 6  | 6  | 6  | 7  |
| Sporting Bastia   | 10 | 7  | 2  | 6  | 1  | 6  | 8  | 8  | 10 | 10* | 9*  | 10* | 10* | 11* | 10 | 9  | 10 | 8  | 11 | 10 | 11 | 9  | 9  | 9  | 9  | 8  | 8  | 7  | 7  | 6  | 8  | 8  | 9  | 8  |
| Grenoble Foot 38  | 5  | 12 | 12 | 8  | 3  | 8  | 2  | 6  | 3  | 7   | 7   | 8   | 8   | 10  | 12 | 12 | 11 | 9  | 8  | 9  | 8  | 8  | 8  | 8  | 8  | 9  | 9  | 9  | 9  | 9  | 9  | 9  | 8  | 9  |
| ES Troyes         | 18 | 18 | 18 | 17 | 18 | 18 | 16 | 18 | 18 | 18  | 17  | 17  | 16  | 15  | 16 | 13 | 12 | 15 | 15 | 15 | 12 | 12 | 12 | 14 | 11 | 10 | 12 | 13 | 13 | 14 | 13 | 11 | 13 | 10 |
| Amiens SC         | 2  | 8  | 4  | 10 | 7  | 11 | 9  | 9  | 7  | 6   | 4   | 7   | 6   | 7   | 7  | 8  | 9  | 13 | 10 | 11 | 10 | 11 | 11 | 12 | 13 | 15 | 13 | 12 | 15 | 12 | 10 | 12 | 10 | 11 |
| Athletic Ajaccio  | 7  | 11 | 6  | 9  | 11 | 10 | 12 | 12 | 12 | 12* | 15* | 16* | 15* | 16* | 15 | 17 | 17 | 17 | 16 | 16 | 14 | 14 | 13 | 11 | 12 | 13 | 11 | 11 | 10 | 10 | 11 | 13 | 11 | 12 |
| Pau FC            | 8  | 5  | 9  | 4  | 10 | 5  | 11 | 11 | 9  | 8   | 10  | 12  | 11  | 9   | 11 | 10 | 8  | 10 | 9  | 8  | 9  | 10 | 10 | 10 | 10 | 11 | 10 | 10 | 11 | 11 | 12 | 10 | 12 | 13 |
| Rodez AF          | 13 | 16 | 17 | 18 | 16 | 16 | 18 | 16 | 13 | 13  | 13  | 15  | 12  | 12  | 9  | 11 | 14 | 11 | 13 | 13 | 15 | 15 | 14 | 13 | 15 | 14 | 15 | 15 | 12 | 13 | 14 | 14 | 14 | 14 |
| Red Star          | 17 | 13 | 7  | 12 | 12 | 14 | 14 | 15 | 16 | 16  | 16  | 14  | 17  | 17  | 17 | 14 | 13 | 14 | 14 | 14 | 16 | 16 | 15 | 15 | 14 | 12 | 14 | 14 | 14 | 15 | 15 | 15 | 15 | 15 |
| Clermont Foot     | 9  | 6  | 11 | 13 | 14 | 15 | 15 | 13 | 14 | 14  | 12  | 11  | 13  | 13  | 13 | 15 | 15 | 12 | 12 | 12 | 13 | 13 | 16 | 16 | 16 | 16 | 16 | 17 | 17 | 16 | 17 | 17 | 16 | 16 |
| FC Martigues      | 14 | 9  | 13 | 14 | 17 | 17 | 17 | 17 | 17 | 17  | 18  | 18  | 18  | 18  | 18 | 18 | 18 | 18 | 18 | 18 | 17 | 17 | 17 | 17 | 17 | 17 | 17 | 16 | 16 | 17 | 16 | 16 | 17 | 17 |
| Stade Caen        | 16 | 17 | 16 | 16 | 15 | 13 | 13 | 14 | 15 | 15  | 14  | 13  | 14  | 14  | 14 | 16 | 16 | 16 | 17 | 17 | 18 | 18 | 18 | 18 | 18 | 18 | 18 | 18 | 18 | 18 | 18 | 18 | 18 | 18 |

## Resultados

### Primera vuelta
| Ajaccio   | 1 – 0 | Rodez    | Estadio François-Coty   | 16 de agosto | 20:00 |
| Clermont  | 2 – 2 | Pau      | Stade Gabriel Montpied  | 16 de agosto | 20:00 |
| Dunkerque | 0 – 2 | Annecy   | Stade Marcel-Tribut     | 16 de agosto | 20:00 |
| Amiens    | 3 – 0 | Red Star | Estadio de la Licorne   | 16 de agosto | 20:00 |
| Grenoble  | 2 – 1 | Laval    | Stade des Alpes         | 16 de agosto | 20:00 |
| Guingamp  | 4 – 0 | Troyes   | Stade du Roudourou      | 16 de agosto | 20:00 |
| Caen      | 0 – 2 | París    | Estadio Michel d'Ornano | 17 de agosto | 14:30 |
| Martigues | 0 – 1 | Lorient  | Orange Vélodrome        | 19 de agosto | 20:45 |
| Metz      | 1 – 1 | Bastia   | Stade Saint-Symphorien  | 19 de agosto | 20:45 |

| Troyes   | 0 – 1 | Clermont  | Stade de l'Aube         | 23 de agosto | 20:00 |
| Rodez    | 1 – 3 | Metz      | Stade Paul-Lignon       | 23 de agosto | 20:00 |
| Pau      | 1 – 0 | Caen      | Stade de Pau            | 23 de agosto | 20:00 |
| Bastia   | 1 – 0 | Amiens    | Estadio de Furiani      | 23 de agosto | 20:00 |
| Annecy   | 2 – 4 | Martigues | Parc des Sports         | 23 de agosto | 20:00 |
| París    | 3 – 2 | Dunkerque | Estadio Charléty        | 23 de agosto | 20:00 |
| Laval    | 0 – 1 | Guingamp  | Stade Francis Le Basser | 23 de agosto | 20:00 |
| Lorient  | 2 – 0 | Grenoble  | Stade du Moustoir       | 24 de agosto | 14:30 |
| Red Star | 1 – 0 | Ajaccio   | Stade Bauer             | 26 de agosto | 20:45 |

| Grenoble  | 1 – 1 | Pau      | Stade des Alpes         | 30 de agosto | 20:00 |
| Martigues | 0 – 1 | Bastia   | Orange Vélodrome        | 30 de agosto | 20:00 |
| Caen      | 1 – 1 | Annecy   | Estadio Michel d'Ornano | 30 de agosto | 20:00 |
| Dunkerque | 1 – 0 | Rodez    | Stade Marcel-Tribut     | 30 de agosto | 20:00 |
| Guingamp  | 3 – 4 | Red Star | Stade du Roudourou      | 30 de agosto | 20:00 |
| Ajaccio   | 2 – 1 | Troyes   | Estadio François-Coty   | 30 de agosto | 20:00 |
| Clermont  | 0 – 1 | París    | Stade Gabriel Montpied  | 30 de agosto | 20:00 |
| Amiens    | 1 – 0 | Lorient  | Estadio de la Licorne   | 31 de agosto | 14:30 |
| Metz      | 1 – 1 | Laval    | Stade Saint-Symphorien  | 31 de agosto | 14:30 |

| Bastia   | 0 – 0 | Troyes    | Estadio de Furiani      | 13 de septiembre | 20:00 |
| Rodez    | 1 – 2 | Guingamp  | Stade Paul-Lignon       | 13 de septiembre | 20:00 |
| Pau      | 3 – 0 | Martigues | Stade de Pau            | 13 de septiembre | 20:00 |
| Annecy   | 3 – 0 | Amiens    | Parc des Sports         | 13 de septiembre | 20:00 |
| Clermont | 0 – 1 | Dunkerque | Stade Gabriel Montpied  | 13 de septiembre | 20:00 |
| Lorient  | 2 – 1 | Red Star  | Stade du Moustoir       | 13 de septiembre | 20:00 |
| Laval    | 1 – 1 | Ajaccio   | Stade Francis Le Basser | 13 de septiembre | 20:00 |
| París    | 1 – 2 | Metz      | Estadio Charléty        | 14 de septiembre | 14:30 |
| Grenoble | 3 – 1 | Caen      | Stade des Alpes         | 16 de septiembre | 20:45 |

| Martigues | 0 – 4 | Grenoble | Orange Vélodrome        | 20 de septiembre | 20:00 |
| Bastia    | 2 – 1 | París    | Estadio de Furiani      | 20 de septiembre | 20:00 |
| Guingamp  | 2 – 2 | Annecy   | Stade du Roudourou      | 20 de septiembre | 20:00 |
| Dunkerque | 3 – 2 | Pau      | Stade Marcel-Tribut     | 20 de septiembre | 20:00 |
| Red Star  | 0 – 3 | Laval    | Stade Bauer             | 20 de septiembre | 20:00 |
| Troyes    | 0 – 3 | Rodez    | Stade de l'Aube         | 20 de septiembre | 20:00 |
| Amiens    | 1 – 0 | Clermont | Estadio de la Licorne   | 20 de septiembre | 20:00 |
| Caen      | 1 – 0 | Ajaccio  | Estadio Michel d'Ornano | 20 de septiembre | 20:00 |
| Metz      | 1 – 1 | Lorient  | Stade Saint-Symphorien  | 21 de septiembre | 14:30 |

| Caen      | 2 – 1 | Amiens    | Estadio Michel d'Ornano | 24 de septiembre | 20:30 |
| Annecy    | 1 – 0 | Troyes    | Parc des Sports         | 24 de septiembre | 20:30 |
| Metz      | 6 – 0 | Martigues | Stade Saint-Symphorien  | 24 de septiembre | 20:30 |
| París     | 2 – 0 | Guingamp  | Estadio Charléty        | 24 de septiembre | 20:30 |
| Pau       | 1 – 0 | Lorient   | Stade de Pau            | 24 de septiembre | 20:30 |
| Ajaccio   | 2 – 0 | Grenoble  | Estadio François-Coty   | 24 de septiembre | 20:30 |
| Dunkerque | 2 – 1 | Bastia    | Stade Marcel-Tribut     | 24 de septiembre | 20:30 |
| Clermont  | 1 – 1 | Red Star  | Stade Gabriel Montpied  | 24 de septiembre | 20:30 |
| Rodez     | 1 – 3 | Laval     | Stade Paul-Lignon       | 24 de septiembre | 20:30 |

| Grenoble  | 3 – 0 | Clermont  | Stade des Alpes         | 27 de septiembre | 20:00 |
| Amiens    | 2 – 1 | Rodez     | Estadio de la Licorne   | 27 de septiembre | 20:00 |
| Bastia    | 2 – 2 | Annecy    | Estadio de Furiani      | 27 de septiembre | 20:00 |
| Martigues | 1 – 1 | Dunkerque | Orange Vélodrome        | 27 de septiembre | 20:00 |
| Laval     | 3 – 1 | Pau       | Stade Francis Le Basser | 27 de septiembre | 20:00 |
| Lorient   | 3 – 0 | Ajaccio   | Stade du Moustoir       | 27 de septiembre | 20:00 |
| Red Star  | 1 – 3 | París     | Stade Bauer             | 28 de septiembre | 14:30 |
| Troyes    | 2 – 1 | Metz      | Stade de l'Aube         | 28 de septiembre | 20:00 |
| Guingamp  | 3 – 1 | Caen      | Stade du Roudourou      | 30 de septiembre | 20:45 |

| Dunkerque | 2 – 1 | Troyes    | Stade Marcel-Tribut     | 4 de octubre  | 20:00 |
| Rodez     | 2 – 1 | Grenoble  | Stade Paul-Lignon       | 4 de octubre  | 20:00 |
| Annecy    | 1 – 0 | Red Star  | Parc des Sports         | 4 de octubre  | 20:00 |
| París     | 1 – 0 | Laval     | Estadio Charléty        | 4 de octubre  | 20:00 |
| Clermont  | 4 – 1 | Guingamp  | Stade Gabriel Montpied  | 5 de octubre  | 14:00 |
| Caen      | 1 – 2 | Lorient   | Estadio Michel d'Ornano | 5 de octubre  | 14:00 |
| Ajaccio   | 1 – 1 | Martigues | Estadio François-Coty   | 5 de octubre  | 14:00 |
| Metz      | 3 – 2 | Amiens    | Stade Saint-Symphorien  | 5 de octubre  | 20:00 |
| Pau       | 1 – 1 | Bastia    | Stade de Pau            | 22 de octubre | 19:30 |

| Martigues | 0 – 2 | Rodez     | Stade Jean Laville      | 18 de octubre | 20:00 |
| Guingamp  | 0 – 1 | Pau       | Stade du Roudourou      | 18 de octubre | 20:00 |
| Red Star  | 2 – 2 | Caen      | Stade Bauer             | 18 de octubre | 20:00 |
| Laval     | 3 – 2 | Dunkerque | Stade Francis Le Basser | 18 de octubre | 20:00 |
| Grenoble  | 2 – 0 | Metz      | Stade des Alpes         | 18 de octubre | 20:00 |
| Bastia    | 0 – 0 | Clermont  | Estadio de Furiani      | 18 de octubre | 20:00 |
| Amiens    | 3 – 1 | Ajaccio   | Estadio de la Licorne   | 19 de octubre | 14:00 |
| Lorient   | 4 – 2 | Annecy    | Stade du Moustoir       | 19 de octubre | 20:00 |
| Troyes    | 0 – 3 | París     | Stade de l'Aube         | 21 de octubre | 20:45 |

| Metz      | 1 – 0 | Guingamp  | Stade Saint-Symphorien  | 25 de octubre  | 20:00 |
| Rodez     | 3 – 3 | Lorient   | Stade Paul-Lignon       | 25 de octubre  | 20:00 |
| Clermont  | 0 – 1 | Martigues | Stade Gabriel Montpied  | 25 de octubre  | 20:00 |
| Pau       | 0 – 2 | Amiens    | Stade de Pau            | 25 de octubre  | 20:00 |
| Dunkerque | 2 – 0 | Red Star  | Stade Marcel-Tribut     | 25 de octubre  | 20:00 |
| Annecy    | 2 – 0 | Laval     | Parc des Sports         | 25 de octubre  | 20:00 |
| Caen      | 0 – 1 | Troyes    | Estadio Michel d'Ornano | 26 de octubre  | 14:00 |
| París     | 2 – 1 | Grenoble  | Estadio Charléty        | 26 de octubre  | 14:00 |
| Ajaccio   | 0 – 0 | Bastia    | Estadio François-Coty   | 3 de diciembre | 20:30 |

| Martigues | 0 – 3 | Caen      | Stade Jean Laville      | 29 de octubre | 20:30 |
| Amiens    | 0 – 0 | París     | Estadio de la Licorne   | 29 de octubre | 20:30 |
| Bastia    | 2 – 2 | Rodez     | Estadio de Furiani      | 29 de octubre | 20:30 |
| Guingamp  | 1 – 0 | Ajaccio   | Stade du Roudourou      | 29 de octubre | 20:30 |
| Grenoble  | 0 – 0 | Annecy    | Stade des Alpes         | 29 de octubre | 20:30 |
| Lorient   | 4 – 2 | Dunkerque | Stade du Moustoir       | 29 de octubre | 20:30 |
| Red Star  | 1 – 0 | Metz      | Stade Bauer             | 29 de octubre | 20:30 |
| Laval     | 1 – 2 | Clermont  | Stade Francis Le Basser | 29 de octubre | 20:30 |
| Troyes    | 3 – 0 | Pau       | Stade de l'Aube         | 29 de octubre | 20:30 |

| Troyes    | 0 – 0 | Laval    | Stade de l'Aube         | 1 de noviembre | 20:00 |
| Clermont  | 2 – 1 | Lorient  | Stade Gabriel Montpied  | 1 de noviembre | 20:00 |
| París     | 3 – 3 | Rodez    | Estadio Charléty        | 1 de noviembre | 20:00 |
| Annecy    | 2 – 0 | Pau      | Parc des Sports         | 1 de noviembre | 20:00 |
| Dunkerque | 3 – 1 | Amiens   | Stade Marcel-Tribut     | 1 de noviembre | 20:00 |
| Martigues | 0 – 1 | Red Star | Stade Jean Laville      | 1 de noviembre | 20:00 |
| Caen      | 2 – 0 | Bastia   | Estadio Michel d'Ornano | 2 de noviembre | 14:00 |
| Guingamp  | 3 – 0 | Grenoble | Stade du Roudourou      | 2 de noviembre | 20:00 |
| Ajaccio   | 0 – 1 | Metz     | Estadio François-Coty   | 4 de noviembre | 20:45 |

| Amiens   | 1 – 1 | Martigues | Estadio de la Licorne   | 8 de noviembre | 20:00 |
| Rodez    | 5 – 1 | Annecy    | Stade Paul-Lignon       | 8 de noviembre | 20:00 |
| Grenoble | 0 – 1 | Dunkerque | Stade des Alpes         | 8 de noviembre | 20:00 |
| Laval    | 2 – 2 | Bastia    | Stade Francis Le Basser | 8 de noviembre | 20:00 |
| Ajaccio  | 2 – 0 | Clermont  | Estadio François-Coty   | 8 de noviembre | 20:00 |
| Red Star | 0 – 3 | Troyes    | Stade Bauer             | 8 de noviembre | 20:00 |
| Pau      | 0 – 0 | París     | Stade de Pau            | 9 de noviembre | 14:00 |
| Lorient  | 3 – 1 | Guingamp  | Stade du Moustoir       | 9 de noviembre | 14:00 |
| Metz     | 1 – 0 | Caen      | Stade Saint-Symphorien  | 9 de noviembre | 20:00 |

| Troyes    | 0 – 0 | Grenoble | Stade de l'Aube         | 22 de noviembre | 20:00 |
| Clermont  | 1 – 1 | Metz     | Stade Gabriel Montpied  | 22 de noviembre | 20:00 |
| Caen      | 3 – 3 | Rodez    | Estadio Michel d'Ornano | 22 de noviembre | 20:00 |
| Guingamp  | 3 – 0 | Amiens   | Stade du Roudourou      | 22 de noviembre | 20:00 |
| Pau       | 4 – 1 | Red Star | Stade de Pau            | 22 de noviembre | 20:00 |
| Martigues | 0 – 3 | Laval    | Stade Jean Laville      | 22 de noviembre | 20:00 |
| París     | 0 – 0 | Annecy   | Estadio Charléty        | 23 de noviembre | 14:00 |
| Bastia    | 0 – 0 | Lorient  | Estadio de Furiani      | 23 de noviembre | 20:00 |
| Dunkerque | 1 – 0 | Ajaccio  | Stade Marcel-Tribut     | 25 de noviembre | 20:45 |

| Martigues | 0 – 1 | Guingamp  | Stade Jean Laville      | 6 de diciembre | 20:00 |
| Rodez     | 1 – 0 | Pau       | Stade Paul-Lignon       | 6 de diciembre | 20:00 |
| Annecy    | 2 – 0 | Clermont  | Parc des Sports         | 6 de diciembre | 20:00 |
| Red Star  | 0 – 0 | Bastia    | Stade Bauer             | 6 de diciembre | 20:00 |
| Lorient   | 2 – 0 | Troyes    | Stade du Moustoir       | 6 de diciembre | 20:00 |
| Laval     | 1 – 0 | Caen      | Stade Francis Le Basser | 6 de diciembre | 20:00 |
| Grenoble  | 0 – 2 | Amiens    | Stade des Alpes         | 7 de diciembre | 14:00 |
| Ajaccio   | 0 – 2 | París     | Estadio François-Coty   | 7 de diciembre | 20:00 |
| Metz      | 2 – 0 | Dunkerque | Stade Saint-Symphorien  | 9 de diciembre | 20:45 |

| Troyes    | 4 – 0 | Martigues | Stade de l'Aube        | 13 de diciembre | 20:00 |
| Clermont  | 1 – 1 | Rodez     | Stade Gabriel Montpied | 13 de diciembre | 20:00 |
| Bastia    | 3 – 1 | Guingamp  | Estadio de Furiani     | 13 de diciembre | 20:00 |
| Pau       | 1 – 0 | Ajaccio   | Stade de Pau           | 13 de diciembre | 20:00 |
| Amiens    | 1 – 3 | Laval     | Estadio de la Licorne  | 13 de diciembre | 20:00 |
| Lorient   | 2 – 0 | París     | Stade du Moustoir      | 14 de diciembre | 14:00 |
| Red Star  | 3 – 1 | Grenoble  | Stade Bauer            | 14 de diciembre | 14:00 |
| Annecy    | 0 – 0 | Metz      | Parc des Sports        | 14 de diciembre | 20:00 |
| Dunkerque | 3 – 1 | Caen      | Stade Marcel-Tribut    | 16 de diciembre | 20:45 |

| París    | 1 – 2 | Martigues | Estadio Charléty        | 3 de enero | 20:00 |
| Grenoble | 3 – 2 | Bastia    | Stade des Alpes         | 3 de enero | 20:00 |
| Ajaccio  | 1 – 2 | Annecy    | Estadio François-Coty   | 3 de enero | 20:00 |
| Rodez    | 0 – 2 | Red Star  | Stade Paul-Lignon       | 3 de enero | 20:00 |
| Amiens   | 0 – 3 | Troyes    | Estadio de la Licorne   | 3 de enero | 20:00 |
| Caen     | 0 – 1 | Clermont  | Estadio Michel d'Ornano | 3 de enero | 20:00 |
| Metz     | 0 – 0 | Pau       | Stade Saint-Symphorien  | 4 de enero | 14:00 |
| Guingamp | 1 – 1 | Dunkerque | Stade du Roudourou      | 4 de enero | 14:00 |
| Laval    | 2 – 0 | Lorient   | Stade Francis Le Basser | 4 de enero | 20:00 |

### Segunda vuelta
| Pau       | 1 – 1 | Dunkerque | Stade de Pau            | 10 de enero | 20:00 |
| Rodez     | 2 – 1 | Troyes    | Stade Paul-Lignon       | 10 de enero | 20:00 |
| Laval     | 1 – 1 | Red Star  | Stade Francis Le Basser | 10 de enero | 20:00 |
| Martigues | 0 – 1 | Clermont  | Stade Jean Laville      | 10 de enero | 20:00 |
| Annecy    | 1 – 4 | Guingamp  | Parc des Sports         | 10 de enero | 20:00 |
| Bastia    | 4 – 0 | Ajaccio   | Estadio de Furiani      | 10 de enero | 20:00 |
| Caen      | 0 – 1 | Grenoble  | Estadio Michel d'Ornano | 11 de enero | 14:00 |
| París     | 1 – 0 | Amiens    | Estadio Charléty        | 11 de enero | 14:00 |
| Lorient   | 0 – 0 | Metz      | Stade du Moustoir       | 11 de enero | 20:00 |

| Guingamp  | 3 – 0 | Rodez     | Stade du Roudourou     | 17 de enero | 20:00 |
| Grenoble  | 1 – 0 | Martigues | Stade des Alpes        | 17 de enero | 20:00 |
| Amiens    | 1 – 0 | Bastia    | Estadio de la Licorne  | 17 de enero | 20:00 |
| Red Star  | 1 – 3 | Pau       | Stade Bauer            | 17 de enero | 20:00 |
| Ajaccio   | 2 – 1 | Caen      | Estadio François-Coty  | 17 de enero | 20:00 |
| Clermont  | 1 – 1 | Laval     | Stade Gabriel Montpied | 18 de enero | 14:00 |
| Metz      | 3 – 1 | París     | Stade Saint-Symphorien | 18 de enero | 14:00 |
| Dunkerque | 0 – 1 | Lorient   | Stade Marcel-Tribut    | 18 de enero | 20:00 |
| Troyes    | 0 – 1 | Annecy    | Stade de l'Aube        | 20 de enero | 20:45 |

| Caen      | 0 – 1 | Guingamp  | Estadio Michel d'Ornano | 24 de enero | 20:00 |
| Metz      | 3 – 0 | Grenoble  | Stade Saint-Symphorien  | 24 de enero | 20:00 |
| Laval     | 1 – 0 | Troyes    | Stade Francis Le Basser | 24 de enero | 20:00 |
| Martigues | 3 – 0 | Amiens    | Stade Francis-Turcan    | 24 de enero | 20:00 |
| Bastia    | 1 – 1 | Pau       | Estadio de Furiani      | 24 de enero | 20:00 |
| Rodez     | 1 – 2 | Ajaccio   | Stade Paul-Lignon       | 24 de enero | 20:00 |
| París     | 4 – 1 | Red Star  | Estadio Charléty        | 25 de enero | 14:00 |
| Lorient   | 3 – 2 | Clermont  | Stade du Moustoir       | 25 de enero | 20:00 |
| Annecy    | 0 – 2 | Dunkerque | Parc des Sports         | 27 de enero | 20:45 |

| Grenoble  | 2 – 1 | Rodez     | Stade des Alpes        | 31 de enero  | 20:00 |
| Amiens    | 1 – 0 | Annecy    | Estadio de la Licorne  | 31 de enero  | 20:00 |
| Dunkerque | 0 – 1 | Martigues | Stade Marcel-Tribut    | 31 de enero  | 20:00 |
| Pau       | 1 – 1 | Laval     | Stade de Pau           | 31 de enero  | 20:00 |
| Bastia    | 1 – 1 | Metz      | Estadio de Furiani     | 31 de enero  | 20:00 |
| Clermont  | 0 – 1 | Ajaccio   | Stade Gabriel Montpied | 31 de enero  | 20:00 |
| Red Star  | 1 – 2 | Lorient   | Stade Bauer            | 1 de febrero | 14:00 |
| Troyes    | 3 – 0 | Caen      | Stade de l'Aube        | 1 de febrero | 14:00 |
| Guingamp  | 0 – 1 | París     | Stade du Roudourou     | 1 de febrero | 20:00 |

| Martigues | 1 – 2 | Troyes    | Stade Francis-Turcan    | 7 de febrero  | 20:00 |
| París     | 3 – 1 | Pau       | Estadio Charléty        | 7 de febrero  | 20:00 |
| Rodez     | 0 – 2 | Bastia    | Stade Paul-Lignon       | 7 de febrero  | 20:00 |
| Grenoble  | 0 – 0 | Red Star  | Stade des Alpes         | 7 de febrero  | 20:00 |
| Laval     | 0 – 1 | Annecy    | Stade Francis Le Basser | 7 de febrero  | 20:00 |
| Lorient   | 3 – 1 | Amiens    | Stade du Moustoir       | 8 de febrero  | 14:00 |
| Ajaccio   | 0 – 3 | Guingamp  | Estadio François-Coty   | 8 de febrero  | 14:00 |
| Metz      | 3 – 1 | Clermont  | Stade Saint-Symphorien  | 8 de febrero  | 20:00 |
| Caen      | 0 – 2 | Dunkerque | Estadio Michel d'Ornano | 10 de febrero | 20:45 |

| Pau       | 0 – 5 | Rodez     | Stade de Pau           | 14 de febrero | 20:00 |
| Amiens    | 1 – 4 | Grenoble  | Estadio de la Licorne  | 14 de febrero | 20:00 |
| Red Star  | 1 – 0 | Martigues | Stade Bauer            | 14 de febrero | 20:00 |
| Ajaccio   | 3 – 0 | Laval     | Estadio François-Coty  | 14 de febrero | 20:00 |
| Troyes    | 0 – 1 | Lorient   | Stade de l'Aube        | 14 de febrero | 20:00 |
| Clermont  | 1 – 1 | Bastia    | Stade Gabriel Montpied | 14 de febrero | 20:00 |
| Dunkerque | 1 – 0 | París     | Stade Marcel-Tribut    | 15 de febrero | 14:00 |
| Guingamp  | 0 – 3 | Metz      | Stade du Roudourou     | 15 de febrero | 20:00 |
| Annecy    | 1 – 0 | Caen      | Parc des Sports        | 17 de febrero | 20:45 |

| París     | 1 – 0 | Troyes   | Estadio Charléty        | 21 de febrero | 20:00 |
| Grenoble  | 1 – 1 | Guingamp | Stade des Alpes         | 21 de febrero | 20:00 |
| Rodez     | 1 – 1 | Amiens   | Stade Paul-Lignon       | 21 de febrero | 20:00 |
| Martigues | 2 – 0 | Annecy   | Stade Francis-Turcan    | 21 de febrero | 20:00 |
| Dunkerque | 3 – 0 | Clermont | Stade Marcel-Tribut     | 21 de febrero | 20:00 |
| Bastia    | 1 – 0 | Red Star | Estadio de Furiani      | 21 de febrero | 20:00 |
| Lorient   | 0 – 1 | Laval    | Stade du Moustoir       | 22 de febrero | 14:00 |
| Caen      | 2 – 2 | Pau      | Estadio Michel d'Ornano | 22 de febrero | 14:00 |
| Metz      | 0 – 1 | Ajaccio  | Stade Saint-Symphorien  | 22 de febrero | 20:00 |

| Pau      | 1 – 0 | Grenoble  | Stade de Pau            | 28 de febrero | 20:00 |
| Annecy   | 2 – 3 | París     | Parc des Sports         | 28 de febrero | 20:00 |
| Laval    | 0 – 1 | Martigues | Stade Francis Le Basser | 28 de febrero | 20:00 |
| Troyes   | 2 – 0 | Bastia    | Stade de l'Aube         | 28 de febrero | 20:00 |
| Clermont | 0 – 1 | Caen      | Stade Gabriel Montpied  | 28 de febrero | 20:00 |
| Red Star | 3 – 1 | Guingamp  | Stade Bauer             | 1 de marzo    | 14:00 |
| Amiens   | 1 – 2 | Metz      | Estadio de la Licorne   | 1 de marzo    | 14:00 |
| Lorient  | 3 – 1 | Rodez     | Stade du Moustoir       | 1 de marzo    | 20:00 |
| Ajaccio  | 1 – 2 | Dunkerque | Estadio François-Coty   | 3 de marzo    | 20:45 |

| Guingamp | 3 – 1 | Clermont  | Stade du Roudourou      | 7 de marzo  | 20:00 |
| Caen     | 0 – 1 | Laval     | Estadio Michel d'Ornano | 7 de marzo  | 20:00 |
| Pau      | 0 – 2 | Troyes    | Stade de Pau            | 7 de marzo  | 20:00 |
| Bastia   | 1 – 0 | Martigues | Estadio de Furiani      | 7 de marzo  | 20:00 |
| Grenoble | 2 – 2 | Ajaccio   | Stade des Alpes         | 7 de marzo  | 20:00 |
| Red Star | 2 – 0 | Amiens    | Stade Bauer             | 7 de marzo  | 20:00 |
| París    | 3 – 2 | Lorient   | Estadio Charléty        | 8 de marzo  | 14:00 |
| Metz     | 5 – 1 | Annecy    | Stade Saint-Symphorien  | 8 de marzo  | 20:00 |
| Rodez    | 5 – 1 | Dunkerque | Stade Paul-Lignon       | 10 de marzo | 20:45 |

| Martigues | 2 – 2 | Pau      | Stade Francis-Turcan    | 14 de marzo | 20:00 |
| Clermont  | 0 – 0 | Grenoble | Stade Gabriel Montpied  | 14 de marzo | 20:00 |
| Annecy    | 1 – 1 | Rodez    | Parc des Sports         | 14 de marzo | 20:00 |
| Ajaccio   | 2 – 1 | Red Star | Estadio François-Coty   | 14 de marzo | 20:00 |
| Troyes    | 0 – 1 | Guingamp | Stade de l'Aube         | 14 de marzo | 20:00 |
| Amiens    | 2 – 1 | Caen     | Estadio de la Licorne   | 14 de marzo | 20:00 |
| Dunkerque | 2 – 3 | Metz     | Stade Marcel-Tribut     | 15 de marzo | 14:00 |
| Laval     | 3 – 0 | París    | Stade Francis Le Basser | 15 de marzo | 14:00 |
| Lorient   | 4 – 0 | Bastia   | Stade du Moustoir       | 15 de marzo | 20:00 |

| Clermont  | 1 – 1 | Amiens    | Stade Gabriel Montpied | 28 de marzo | 20:00 |
| Metz      | 2 – 1 | Troyes    | Stade Saint-Symphorien | 28 de marzo | 20:00 |
| Martigues | 2 – 0 | Ajaccio   | Stade Francis-Turcan   | 28 de marzo | 20:00 |
| Pau       | 1 – 0 | Annecy    | Stade de Pau           | 28 de marzo | 20:00 |
| \|Bastia  | 2 – 0 | Dunkerque | Estadio de Furiani     | 28 de marzo | 20:00 |
| Red Star  | 1 – 1 | Rodez     | Stade Bauer            | 28 de marzo | 20:00 |
| Grenoble  | 1 – 2 | Lorient   | Stade des Alpes        | 29 de marzo | 14:00 |
| Guingamp  | 2 – 0 | Laval     | Stade du Roudourou     | 29 de marzo | 20:00 |
| París     | 4 – 2 | Caen      | Estadio Charléty       | 31 de marzo | 20:45 |

| Rodez     | 1 – 0 | Martigues | Stade Paul-Lignon       | 4 de abril | 20:00 |
| Ajaccio   | 2 – 1 | Amiens    | Estadio François-Coty   | 4 de abril | 20:00 |
| Annecy    | 1 – 1 | Bastia    | Parc des Sports         | 4 de abril | 20:00 |
| Laval     | 1 – 2 | Grenoble  | Stade Francis Le Basser | 4 de abril | 20:00 |
| París     | 2 – 0 | Clermont  | Estadio Charléty        | 4 de abril | 20:00 |
| Caen      | 2 – 2 | Metz      | Estadio Michel d'Ornano | 5 de abril | 14:00 |
| Lorient   | 5 – 0 | Pau       | Stade du Moustoir       | 5 de abril | 20:00 |
| Troyes    | 2 – 2 | Red Star  | Stade de l'Aube         | 5 de abril | 20:00 |
| Dunkerque | 3 – 1 | Guingamp  | Stade Marcel-Tribut     | 7 de abril | 20:45 |

| Troyes    | 0 – 0 | Ajaccio   | Stade de l'Aube       | 11 de abril | 20:00 |
| Rodez     | 2 – 2 | Caen      | Stade Paul-Lignon     | 11 de abril | 20:00 |
| Martigues | 1 – 4 | Metz      | Stade Francis-Turcan  | 11 de abril | 20:00 |
| Pau       | 2 – 2 | Clermont  | Stade de Pau          | 11 de abril | 20:00 |
| Amiens    | 1 – 0 | Dunkerque | Estadio de la Licorne | 11 de abril | 20:00 |
| Red Star  | 0 – 1 | Annecy    | Stade Bauer           | 11 de abril | 20:00 |
| Guingamp  | 1 – 2 | Lorient   | Stade du Roudourou    | 12 de abril | 14:00 |
| Grenoble  | 1 – 2 | París     | Stade des Alpes       | 12 de abril | 20:00 |
| Bastia    | 5 – 2 | Laval     | Estadio de Furiani    | 14 de abril | 20:45 |

| Caen      | 0 – 3 | Martigues | Estadio Michel d'Ornano | 18 de abril | 20:00 |
| Amiens    | 3 – 2 | Guingamp  | Estadio de la Licorne   | 18 de abril | 20:00 |
| Ajaccio   | 1 – 1 | Pau       | Estadio François-Coty   | 18 de abril | 20:00 |
| Dunkerque | 2 – 0 | Grenoble  | Stade Marcel-Tribut     | 18 de abril | 20:00 |
| Laval     | 2 – 1 | Rodez     | Stade Francis Le Basser | 18 de abril | 20:00 |
| Clermont  | 0 – 2 | Troyes    | Stade Gabriel Montpied  | 18 de abril | 20:00 |
| París     | 1 – 0 | Bastia    | Estadio Charléty        | 19 de abril | 14:00 |
| Metz      | 2 – 2 | Red Star  | Stade Saint-Symphorien  | 19 de abril | 20:00 |
| Annecy    | 0 – 0 | Lorient   | Parc des Sports         | 21 de abril | 20:45 |

| Troyes   | 1 – 0 | Dunkerque | Stade de l'Aube         | 25 de abril | 20:00 |
| Guingamp | 2 – 1 | Martigues | Stade du Roudourou      | 25 de abril | 20:00 |
| Bastia   | 2 – 3 | Grenoble  | Estadio de Furiani      | 25 de abril | 20:00 |
| Annecy   | 2 – 0 | Ajaccio   | Parc des Sports         | 25 de abril | 20:00 |
| Red Star | 1 – 1 | Clermont  | Stade Bauer             | 25 de abril | 20:00 |
| Laval    | 1 – 0 | Amiens    | Stade Francis Le Basser | 25 de abril | 20:00 |
| Rodez    | 1 – 1 | París     | Stade Paul-Lignon       | 26 de abril | 14:00 |
| Lorient  | 4 – 0 | Caen      | Stade du Moustoir       | 26 de abril | 20:00 |
| Pau      | 2 – 1 | Metz      | Stade de Pau            | 26 de abril | 20:00 |

| Metz      | 3 – 3 | Rodez    | Stade Saint-Symphorien  | 2 de mayo | 20:00 |
| Martigues | 1 – 1 | París    | Stade Francis-Turcan    | 2 de mayo | 20:00 |
| Amiens    | 4 – 2 | Pau      | Estadio de la Licorne   | 2 de mayo | 20:00 |
| Guingamp  | 2 – 2 | Bastia   | Stade du Roudourou      | 2 de mayo | 20:00 |
| Clermont  | 3 – 2 | Annecy   | Stade Gabriel Montpied  | 2 de mayo | 20:00 |
| Caen      | 1 – 1 | Red Star | Estadio Michel d'Ornano | 2 de mayo | 20:00 |
| Dunkerque | 0 – 0 | Laval    | Stade Marcel-Tribut     | 2 de mayo | 20:00 |
| Grenoble  | 3 – 1 | Troyes   | Stade des Alpes         | 2 de mayo | 20:00 |
| Ajaccio   | 2 – 1 | Lorient  | Estadio François-Coty   | 2 de mayo | 20:00 |

| Troyes   | 1 – 0 | Amiens    | Stade de l'Aube         | 10 de mayo | 17:00 |
| Bastia   | 2 – 1 | Caen      | Estadio de Furiani      | 10 de mayo | 17:00 |
| Laval    | 2 – 3 | Metz      | Stade Francis Le Basser | 10 de mayo | 17:00 |
| Rodez    | 1 – 1 | Clermont  | Stade Paul-Lignon       | 10 de mayo | 17:00 |
| Lorient  | 5 – 1 | Martigues | Stade du Moustoir       | 10 de mayo | 17:00 |
| Pau      | 1 – 3 | Guingamp  | Stade de Pau            | 10 de mayo | 17:00 |
| París    | 2 – 0 | Ajaccio   | Estadio Charléty        | 10 de mayo | 17:00 |
| Annecy   | 3 – 1 | Grenoble  | Parc des Sports         | 10 de mayo | 17:00 |
| Red Star | 1 – 1 | Dunkerque | Stade Bauer             | 10 de mayo | 17:00 |

### Tabla de resultados cruzados
| Local \ Visitante | AJA | AMI | ANN | CLE | DUN | EAG | EST | GRE | LOR | MAT | MET | PAR | PAU | RSP | ROD | SCB | SMC | LAV |
| ----------------- | --- | --- | --- | --- | --- | --- | --- | --- | --- | --- | --- | --- | --- | --- | --- | --- | --- | --- |
| A. C. Ajaccio     | —   | 2–1 | 1–2 | 2–0 | 1–2 | 0–3 | 2–1 | 2–0 | 2–1 | 1–1 | 0–1 | 0–2 | 1–1 | 2–1 | 1–0 | 0–0 | 2–1 | 3–0 |
| Amiens S. C.      | 3–1 | —   | 1–0 | 1–0 | 1–0 | 3–2 | 0–3 | 1–4 | 1–0 | 1–1 | 1–2 | 0–0 | 4–2 | 3–0 | 2–1 | 1–0 | 2–1 | 1–3 |
| Annecy F. C.      | 2–0 | 3–0 | —   | 2–0 | 0–2 | 1–4 | 1–0 | 3–1 | 0–0 | 2–4 | 0–0 | 2–3 | 2–0 | 1–0 | 1–1 | 1–1 | 1–0 | 2–0 |
| Clermont Foot     | 0–1 | 1–1 | 3–2 | —   | 0–1 | 4–1 | 0–2 | 0–0 | 2–1 | 0–1 | 1–1 | 0–1 | 2–2 | 1–1 | 1–1 | 1–1 | 0–1 | 1–1 |
| Union Dunkerque   | 1–0 | 3–1 | 0–2 | 3–0 | —   | 3–1 | 2–1 | 2–0 | 0–1 | 0–1 | 2–3 | 1–0 | 3–2 | 2–0 | 1–0 | 2–1 | 3–1 | 0–0 |
| E. A. Guingamp    | 1–0 | 3–0 | 2–2 | 3–1 | 1–1 | —   | 4–0 | 3–0 | 1–2 | 2–1 | 0–3 | 0–1 | 0–1 | 3–4 | 3–0 | 2–2 | 3–1 | 2–0 |
| E. S. Troyes      | 0–0 | 1–0 | 0–1 | 0–1 | 1–0 | 0–1 | —   | 0–0 | 0–1 | 4–0 | 2–1 | 0–3 | 3–0 | 2–2 | 0–3 | 2–0 | 3–0 | 0–0 |
| Grenoble Foot     | 2–2 | 0–2 | 0–0 | 3–0 | 0–1 | 1–1 | 3–1 | —   | 1–2 | 1–0 | 2–0 | 1–2 | 1–1 | 0–0 | 2–1 | 3–2 | 3–1 | 2–1 |
| F. C. Lorient     | 3–0 | 3–1 | 4–2 | 3–1 | 4–2 | 3–1 | 2–0 | 2–0 | —   | 5–1 | 0–0 | 2–0 | 5–0 | 2–1 | 3–1 | 4–0 | 4–0 | 0–1 |
| F. C. Martigues   | 2–0 | 3–0 | 2–0 | 0–1 | 1–1 | 0–1 | 1–2 | 0–4 | 0–1 | —   | 1–4 | 1–1 | 2–2 | 0–1 | 0–2 | 0–1 | 0–3 | 0–3 |
| F. C. Metz        | 0–1 | 3–2 | 5–1 | 3–1 | 2–0 | 1–0 | 2–1 | 3–0 | 1–1 | 6–0 | —   | 3–1 | 0–0 | 2–2 | 3–3 | 1–1 | 1–0 | 1–1 |
| París F. C.       | 2–0 | 1–0 | 0–0 | 2–0 | 3–2 | 2–0 | 1–0 | 2–1 | 3–2 | 1–2 | 1–2 | —   | 3–1 | 4–1 | 3–3 | 1–0 | 4–2 | 1–0 |
| Pau F. C.         | 1–0 | 0–2 | 1–0 | 2–2 | 1–1 | 1–3 | 0–2 | 1–0 | 1–0 | 3–0 | 2–1 | 0–0 | —   | 4–1 | 0–5 | 1–1 | 1–0 | 1–1 |
| Red Star F. C.    | 1–0 | 2–0 | 0–1 | 1–1 | 1–1 | 3–1 | 0–3 | 3–1 | 1–2 | 1–0 | 1–0 | 1–3 | 1–3 | —   | 1–1 | 0–0 | 2–2 | 0–3 |
| Rodez A. F.       | 1–2 | 1–1 | 5–1 | 1–1 | 5–1 | 1–2 | 2–1 | 2–1 | 3–3 | 1–0 | 1–3 | 1–1 | 1–0 | 0–2 | —   | 0–2 | 2–2 | 1–3 |
| Sporting Bastia   | 4–0 | 1–0 | 2–2 | 0–0 | 2–0 | 3–1 | 0–0 | 2–3 | 0–0 | 1–0 | 1–1 | 2–1 | 1–1 | 1–0 | 2–2 | —   | 2–1 | 5–2 |
| Stade Caen        | 1–0 | 2–1 | 1–1 | 0–1 | 0–2 | 0–1 | 0–1 | 0–1 | 1–2 | 0–3 | 2–2 | 0–2 | 2–2 | 1–1 | 3–3 | 2–0 | —   | 0–1 |
| Stade Laval       | 1–1 | 1–0 | 0–1 | 1–2 | 3–2 | 0–1 | 1–0 | 1–2 | 2–0 | 0–1 | 2–3 | 3–0 | 3–1 | 1–1 | 2–1 | 2–2 | 1–0 | —   |

## Play-offs para la Ligue 1 2025-26

### Cuadro de desarrollo
|  | Primera ronda de Ascenso | Primera ronda de Ascenso | Primera ronda de Ascenso |                |   | Segunda ronda de Ascenso | Segunda ronda de Ascenso | Segunda ronda de Ascenso |   |   | Promoción de Ascenso-Permanencia | Promoción de Ascenso-Permanencia | Promoción de Ascenso-Permanencia | Promoción de Ascenso-Permanencia | Promoción de Ascenso-Permanencia |  |
|  |                          |                          |                          |                |   |                          |                          |                          |   |   |                                  |                                  |                                  |                                  |                                  |  |
|  |                          |                          |                          |                |   |                          |                          |                          |   |   |                                  |                                  |                                  |                                  |                                  |  |
|  | 4                        | Union Dunkerque          | 1                        |                |   |                          |                          |                          |   |   |                                  |                                  |                                  |                                  |                                  |  |
|  | 4                        | Union Dunkerque          | 1                        |                |   |                          |                          |                          |   |   |                                  |                                  |                                  |                                  |                                  |  |
|  | 5                        | En Avant Guingamp        | 0                        |                |   |                          |                          |                          |   |   |                                  |                                  |                                  |                                  |                                  |  |
|  | 5                        | En Avant Guingamp        | 0                        |                | 4 | Union Dunkerque          | 0                        |                          |   |   |                                  |                                  |                                  |                                  |                                  |  |
|  |                          |                          |                          |                | 4 | Union Dunkerque          | 0                        |                          |   |   |                                  |                                  |                                  |                                  |                                  |  |
|  |                          |                          | 3                        | F. C. Metz     | 1 |                          |                          |                          |   |   |                                  |                                  |                                  |                                  |                                  |  |
|  |                          |                          | 3                        | F. C. Metz     | 1 |                          |                          |                          |   |   |                                  |                                  |                                  |                                  |                                  |  |
|  |                          |                          |                          |                |   |                          |                          |                          |   |   |                                  |                                  |                                  |                                  |                                  |  |
|  |                          |                          |                          |                |   |                          |                          |                          |   |   |                                  |                                  |                                  |                                  |                                  |  |
|  |                          |                          |                          |                |   |                          | 3                        | F. C. Metz               | 1 | 3 | 4                                |                                  |                                  |                                  |                                  |  |
|  |                          |                          |                          |                |   |                          |                          |                          | 1 | 3 | 4                                |                                  |                                  |                                  |                                  |  |
|  |                          |                          | 16                       | Stade de Reims | 1 | 1                        | 2                        |                          |   |   |                                  |                                  |                                  |                                  |                                  |  |
|  |                          |                          | 16                       | Stade de Reims | 1 | 1                        | 2                        |                          |   |   |                                  |                                  |                                  |                                  |                                  |  |
|  |                          |                          |                          |                |   |                          |                          |                          |   |   |                                  |                                  |                                  |                                  |                                  |  |
|  |                          |                          |                          |                |   |                          |                          |                          |   |   |                                  |                                  |                                  |                                  |                                  |  |
|  |                          |                          |                          |                |   |                          |                          |                          |   |   |                                  |                                  |                                  |                                  |                                  |  |
|  |                          |                          |                          |                |   |                          |                          |                          |   |   |                                  |                                  |                                  |                                  |                                  |  |
|  |                          |                          |                          |                |   |                          |                          |                          |   |   |                                  |                                  |                                  |                                  |                                  |  |
|  |                          |                          |                          |                |   |                          |                          |                          |   |   |                                  |                                  |                                  |                                  |                                  |  |
|  |                          |                          |                          |                |   |                          |                          |                          |   |   |                                  |                                  |                                  |                                  |                                  |  |
|  |                          |                          |                          |                |   |                          |                          |                          |   |   |                                  |                                  |                                  |                                  |                                  |  |
|  |                          |                          |                          |                |   |                          |                          |                          |   |   |                                  |                                  |                                  |                                  |                                  |  |
|  |                          |                          |                          |                |   |                          |                          |                          |   |   |                                  |                                  |                                  |                                  |                                  |  |

#### Primera ronda
| 14 de mayo de 2024 | Union Dunkerque | 1:0 (0:0) | En Avant Guingamp | Stade Marcel-Tribut, Dunkerque  |                                 |
| 20:30 CEST         | Rivera 46'      | Reporte   |                   | Árbitro(s): Abdelatif Kherradji | Árbitro(s): Abdelatif Kherradji |

#### Segunda ronda
| 17 de mayo de 2024 | F. C. Metz   | 1:0 (0:0) | Union Dunkerque | Stade Saint-Symphorien, Metz |                             |
| 17:00 CEST         | Bammou 90+3' | Reporte   |                 | Árbitro(s): Mathieu Vernice  | Árbitro(s): Mathieu Vernice |

#### Tercera ronda
| Ida; 21 de mayo de 2025 | F. C. Metz | 1:1 (1:0) | Stade de Reims | Stade Saint-Symphorien, Metz  |                               |
| 20:00 CEST              | Udol 38'   | Reporte   | Kipré 52'      | Árbitro(s): Hakim Ben El Hadj | Árbitro(s): Hakim Ben El Hadj |

| Vuelta; 29 de mayo de 2025 | Stade de Reims | 1:3 (1:1, 0:0) (t. s.)(Global 2:4) | F. C. Metz                        | Stade Auguste Delaune, Reims |                             |
| 20:30 CEST                 | Tia 57'        | Reporte                            | Udol 78' · Touré 110' · Hein 114' | Árbitro(s): Eric Wattellier  | Árbitro(s): Eric Wattellier |

- F. C. Metz ganó por 4–2 en el marcador global. Por lo tanto, F. C. Metz ascendió a la Ligue 1 y el Stade de Reims descendió a la Ligue 2, para la temporada 2025-26.

## Play-off de permanencia en la Ligue 2 2025-26
| Ida; 20 de mayo de 2025 | Boulogne    | 1:3 (1:1) | Clermont Foot 63                   | Stade de la Libération, Boulogne-sur-Mer |                               |
| 20:45 CEST              | Epailly 23' | Reporte   | Diop 31' · Koré 79' · Diédhiou 85' | Árbitro(s): Guillaume Paradis            | Árbitro(s): Guillaume Paradis |

| Vuelta; 25 de mayo de 2025 | Clermont Foot 63 | 1:2 (0:0) (Global 4:3) | Boulogne                      | Stade Gabriel Montpied, Clermont-Ferrand |                              |
| 17:00 CEST                 | Diédhiou 73'     |                        | Averlant 55' · Vercruysse 70' | Árbitro(s): Romain Lissorgue             | Árbitro(s): Romain Lissorgue |

- Clermont Foot 63 ganó por 4–3 en el marcador global. Por lo tanto, Clermont Foot 63 y Boulogne permanecieron en sus respectivas categorías.

## Datos y estadísticas

### Récords
- Primer gol de la temporada:
- Último gol de la temporada:
- Gol más rápido:
- Gol más cercano al final del encuentro:
- Mayor número de goles marcados en un partido:
- Partido con más espectadores:
- Partido con menos espectadores:
- Mayor victoria local:
- Mayor victoria visitante:

### Máximos goleadores
Actualizado el 10 de mayo de 2025.
| Pos. | Jugador              | Equipo            | Goles | Part. | Prom. |
| ---- | -------------------- | ----------------- | ----- | ----- | ----- |
| 1    | Eli Junior Kroupi    | F. C. Lorient     | 22    | 30    | 0.73  |
| 2    | Timothé Nkada        | Rodez A. F.       | 17    | 31    | 0.55  |
| =    | Jean-Philippe Krasso | Paris F. C.       | 17    | 31    | 0.55  |
| 4    | Cheikh Sabaly        | F. C. Metz        | 15    | 33    | 0.45  |
| 5    | Sambou Soumano       | F. C. Lorient     | 14    | 32    | 0.44  |
| 6    | Gauthier Hein        | F. C. Metz        | 12    | 33    | 0.36  |
| 7    | Jacques Siwe         | En Avant Guingamp | 11    | 28    | 0.39  |
| 8    | Malik Sellouki       | Stade Laval       | 11    | 33    | 0.33  |
| 9    | Pape Meïssa Ba       | Grenoble Foot     | 10    | 18    | 0.56  |
| 10   | Tawfik Bentayeb      | Rodez A. F.       | 10    | 29    | 0.34  |

### Máximos asistentes
Actualizado el 10 de mayo de 2025.
| Pos. | Jugador             | Equipo            | Goles | Part. | Prom. |
| ---- | ------------------- | ----------------- | ----- | ----- | ----- |
| 1    | Aiyegun Tosin       | F. C. Lorient     | 8     | 26    | 0.31  |
| 2    | Alpha Sissoko       | En Avant Guingamp | 8     | 28    | 0.29  |
| 3    | Hugo Picard         | En Avant Guingamp | 8     | 34    | 0.24  |
| 4    | Ilan Kebbal         | Paris F. C.       | 7     | 30    | 0.23  |
| 5    | Matthieu Udol       | F. C. Metz        | 7     | 31    | 0.23  |
| 6    | Akim Abdallah       | Rodez A. F.       | 7     | 32    | 0.22  |
| 7    | Laurent Abergel     | F. C. Lorient     | 7     | 32    | 0.22  |
| 8    | Mohamed Bamba       | F. C. Lorient     | 6     | 18    | 0.33  |
| 9    | Maxime López        | Paris F. C.       | 6     | 27    | 0.22  |
| 10   | Darlin Yongwa       | F. C. Lorient     | 6     | 33    | 0.18  |
| =    | Gauthier Hein       | F. C. Metz        | 6     | 33    | 0.18  |
| =    | Youssouf M'Changama | Espérance Troyes  | 6     | 33    | 0.18  |

### Autogoles
| Fecha | Jugador | Minuto | Local | Resultado | Visitante | Jornada |
| ----- | ------- | ------ | ----- | --------- | --------- | ------- |

| Datos actualizados a 28 de febrero de 2023 |

### Hat-tricks o pókers
Aquí se encuentra la lista de hat-tricks y póker de goles (en general, tres o más goles marcados por un jugador en un mismo encuentro) conseguidos en la temporada.
| Fecha | Jugador | Goles | Local | Resultado | Visitante | Jornada |
| ----- | ------- | ----- | ----- | --------- | --------- | ------- |

## Premios

### Jugador del mes
| Mes | Primero | Primero | Segundo | Segundo | Tercero | Tercero |
| Mes | Jugador | Equipo  | Jugador | Equipo  | Jugador | Equipo  |
| --- | ------- | ------- | ------- | ------- | ------- | ------- |

## Fichajes

### Fichajes más caros del mercado de verano
| Jugador              | Club de destino | Club de origen | Precio (€) | Ref.   |
| -------------------- | --------------- | -------------- | ---------- | ------ |
| Nathaniel Adjei      | Lorient         | Hammarby       | 5.700.000  | [ 27 ] |
| Gauthier Hein        | Metz            | Auxerre        | 3.000.000  | [ 28 ] |
| Cyriaque Irié        | Troyes          | Dijon          | 3.000.000  | [ 29 ] |
| Junior Diaz          | Troyes          | Nantes         | 2.500.000  | [ 30 ] |
| Jean-Philippe Krasso | París FC        | Estrella Roja  | 1.500.000  | [ 31 ] |
| Martin Adeline       | Troyes          | Stade de Reims | 600.000    | [ 32 ] |
| Taïryk Arconte       | Pau FC          | Stade Brest    | 600.000    | [ 33 ] |
| Brighton Labeau      | Guingamp        | Lausanne-Sport | 400.000    | [ 34 ] |
| Lohann Doucet        | París FC        | Nantes         | 300.000    | [ 35 ] |
| Goteh Ntignee        | Annecy          | Cavalry FC     | 250.000    | [ 36 ] |

| Datos actualizados a 23 de septiembre de 2024. Fuentes:Transfermarkt.es |

### Fichajes más caros del mercado de invierno
| Jugador    | Club de destino | Club de origen   | Precio (€) | Ref.   |
| ---------- | --------------- | ---------------- | ---------- | ------ |
| Samba Diba | Grenoble        | Athens Kallithea | 300.000    | [ 37 ] |

| Datos actualizados a 21 de febrero de 2025. Fuentes:Transfermarkt.es |